# 50 groszy wzór 1957
50 groszy wzór 1957 – moneta pięćdziesięciogroszowa, wprowadzona do obiegu 27 czerwca 1957 r. zarządzeniem z 11 czerwca 1957 r. (M.P. z 1957 r. nr 51, poz. 324), zmieniającym nazwę państwa umieszczaną na monecie na Polska Rzeczpospolita Ludowa oraz wprowadzającym zasadę oznaczania roku bicia. Została wycofana z obiegu z dniem denominacji z 1 stycznia 1995 roku, rozporządzeniem prezesa Narodowego Banku Polskiego z dnia 18 listopada 1994 (M.P. z 1994 r. nr 61, poz. 541).
Pięćdziesięciogroszówkę wzór 1957 bito do 1985 r.

## Awers
W centralnym punkcie umieszczono godło – orła bez korony, poniżej rok bicia, dookoła napis „POLSKA RZECZPOSPOLITA LUDOWA”, a od 1965 roku, na monetach bitych w Warszawie, pod łapą orła dodano znak mennicy.

## Rewers
Na tej stronie monety znajdują się cyfry „50", poniżej napis „GROSZY” wygięty w formę łuku, pod spodem, również w formie łuku, gałązka laurowa przepasana wstążką.

## Nakład
Monetę bito w Warszawie i Kremnicy w alupolonie, na krążkach o średnicy 23 mm, o masie 1,6 grama, z rantem ząbkowanym. Projektantami byli:
- Andrej Peter (awers) oraz
- Josef Koreň i Anton Hám (rewers).

Nakłady monety w poszczególnych latach przedstawiały się następująco:
| Rocznik        | Mennica  | Znak mennicy | Nakład (sztuk) | Uwagi                                                           |
| -------------- | -------- | ------------ | -------------- | --------------------------------------------------------------- |
| 50 groszy 1957 | Warszawa |              | 91 315 589     |                                                                 |
| 50 groszy 1965 | Warszawa | MW           | 22 090 000     |                                                                 |
| 50 groszy 1967 | Warszawa | MW           | 2 027 000      |                                                                 |
| 50 groszy 1968 | Warszawa | MW           | 2 065 000      |                                                                 |
| 50 groszy 1970 | Warszawa | MW           | 3 273 000      |                                                                 |
| 50 groszy 1971 | Warszawa | MW           | 7 000 000      |                                                                 |
| 50 groszy 1972 | Warszawa | MW           | 10 000 000     |                                                                 |
| 50 groszy 1973 | Warszawa | MW           | 39 000 000     |                                                                 |
| 50 groszy 1974 | Warszawa | MW           | 33 000 000     |                                                                 |
| 50 groszy 1975 | Kremnica |              | 25 000 000     |                                                                 |
| 50 groszy 1976 | Kremnica |              | 25 000 000     |                                                                 |
| 50 groszy 1977 | Warszawa | MW           | 50 000 000     |                                                                 |
| 50 groszy 1978 | Warszawa | MW           | 50 020 000     |                                                                 |
| 50 groszy 1978 | Kremnica |              | 18 600 000     |                                                                 |
| 50 groszy 1982 | Warszawa | MW           | 16 067 000     | istnieją monety wybite stemplem lustrzanym1 (nakład 5000 sztuk) |
| 50 groszy 1983 | Warszawa | MW           | 39 667 000     |                                                                 |
| 50 groszy 1984 | Warszawa | MW           | 44 217 000     |                                                                 |
| 50 groszy 1985 | Warszawa | MW           | 49 052 000     |                                                                 |

gdzie: 1 – bicie rocznika 1982 stemplem lustrzanym wykonano w Mennicy Państwowej na początku lat 90. XX w. w ramach emisji zestawów rocznikowych monet PRL z lat 1979, 1980, 1981, 1982, 1986, 1987, 1988, 1989, 1990

## Opis
Razem z dwudziestogroszówką i złotówką z 1957 r. były pierwszymi monetami z nazwą państwa Polska Rzeczpospolita Ludowa.
Rewers monety jest identyczny z rewersem pięćdziesięciogroszówki z 1949 roku. To samo dotyczy średnicy obu monet. Masa jest identyczna z masą odmiany pięćdziesięciogroszówki z 1949 w alupolonie.
W drugiem połowie lat osiemdziesiątych XX w., ze względu na ujednolicenie wzoru awersu monet obiegowych, moneta została zastąpiona pięćdziesięciogroszówką wzór 1986.
Od 1957 roku aż do dnia denominacji z 1 stycznia 1995, w obiegu krążyły obok siebie pięćdziesięciogroszówki z nazwą państwa:
- Rzeczpospolita Polska (1949) oraz
- Polska Rzeczpospolita Ludowa (1957–1987).

## Wersje próbne
Istnieją wersje tej monety należące do serii próbnych w mosiądzu (rok 1957) i niklu (rok 1957), pierwsza z wklęsłym druga wypukłym napisem „PRÓBA”, wybite w nakładzie 100 i 500 sztuk odpowiednio. Katalogi informują również o istnieniu wersji próbnej technologicznej w niklu z roku 1957 z wklęsłym napisem „PRÓBA” o nieznanym nakładzie.
W serii monet próbnych w niklu wybito z datą 1958 trzy alternatywne projekty pięćdziesięciogroszówki, które nie weszły jednak do obiegu.